# جيفري فريدمان (عالم سياسة)
جيفري فريدمان (بالإنجليزية: Jeffrey Friedman)‏ هو عالم سياسة أمريكي، ولد في 25 مارس 1959.